# Білуха Наталія Валентинівна
Наталія Білуха (нар. 22 січня 1971) — українська лучниця, майстер спорту України міжнародного класу (1993). Брала участь в особистих та командних змаганнях серед жінок на літніх Олімпійських іграх 1996 року.

## Життєпис
Народилася 1971 року у місті Львів. 1992-го закінчила Львівський інститут фізичної культури.
Чемпіонка України (1991—1994 роки), чемпіонка світу (1995); срібна призерка чемпіонату Європи.
1995 року встановила світовий рекорд.
На літніх Олімпійських іграх 1996 року посіла 5-те загальнокомандне місце.
Багаторазова переможниця та призерка міжнародних турнірів і зустрічей.
Виступала за ЗС України.